# Bistum Zárate-Campana
Das Bistum Zárate-Campana (lateinisch Dioecesis Zaratensis-Campanensis, spanisch Diócesis de Zárate-Campana) ist eine in Argentinien gelegene römisch-katholische Diözese mit Sitz in Campana.

## Geschichte
Das Bistum Zárate-Campana wurde am 27. März 1976 von Papst Paul VI. mit der Päpstlichen Bulle Qui divino Concilio aus Gebietsabtretungen der Bistümer San Isidro und San Nicolás de los Arroyos errichtet. Es wurde dem Erzbistum La Plata als Suffraganbistum unterstellt.
Am 4. Oktober 2019 unterstellte Papst Franziskus das Bistum dem mit gleichem Datum zum Metropolitansitz erhobenen Erzbistum Mercedes-Luján als Suffragan.

## Bischöfe von Zárate-Campana
- Alfredo Mario Espósito Castro CMF, 1976–1991
- Rafael Eleuterio Rey, 1991–2006
- Oscar Domingo Sarlinga, 2006–2015
- Pedro Laxague, seit 2015